# ФК Модрича Алфа
ФК Модрича Алфа из Модриче, фудбалски је клуб који се такмичи у оквиру Прве лиге Републике Српске. Клуб спонзорише Меридианбет.

## Историја
Фудбалски клуб из Модриче основан је 1922. године под именом “Рогуљ”, али је убрзо променио име у “Зора”. У првим годинама развоја фудбала нису постојала званична такмичења — играле су се само пријатељске утакмице са суседним местима, а играчи су сами себи набављали спортску опрему. Прву званичну утакмицу “Зора” је одиграла са својим суседима, фудбалерима “Босанца” из Босанског Шамца 1923. године, а резултат је био 2:2. Фудбалски клуб “Зора” постојао је све до 1927. године када су му власти забраниле рад. Убрзо се формира други клуб под именом “Олимпија”, који постоји све до 1938. године, када мења име у фудбалски клуб “Добор”. По избијању рата, престају све спортске активности, а тек по његовом завршетку, августа 1945. године, формира се нови фудбалски клуб под именом “Слога”. Клуб је мењао име у “Напредак” све док коначно није добио име “Модрича”.
Највећи успеси клуба у некадашњој Југославији су били у сезони 1968/69. године, када осваја прво место и наслов аматерског првака Босне и Херцеговине, а друго место на такмичењу за аматерског првака Југославије.
Дрес фудбалског клуба из Модриче поред осталих носили су и: Никола Никић, Горан Пелеш, Славко Цвијић, Драган Воћкић, Раде Радуловић, Славко Мамузић, Мустафа Ћоралић, Милорад Савкић, Марио Станић...
Клуб је до почетка сезоне 2000/01. носио назив „Модрича“.
Сезона 2002/2003. у Првој лиги Републике Српске била је најуспешнија година ФК Модрича Максима у послератном периоду. „Жуто-плави“ су у тој сезони освојили титулу првака Републике Српске (прво мјесто са 68 бодова, седам више од другопласиране Славије из Источног Сарајева и успели да се пласирају у Премијер лигу Босне и Херцеговине. Шеф стручног штаба Модричана у то време је био прослављени фудбалер Жељезничара из Сарајева и Ариса из Солуна, Никола Никић — Крба.
ФК Модрича Максима је у дебитантској сезони у Премијер лиги БиХ остварила највећи успех у историји клуба. “Уљари” су тријумфом у Финалу Купа Босне и Херцеговине (савладали бањалучки Борац након једанаестераца) обезбедили наступ у квалификацијама за Куп УЕФА. Успешна сезона крунисана је освајањем шестог места у Премијер лиги Босне и Херцеговине, што је оцењено као изузетно добар успех с обзиром да је то била прва сезона Модричана у елитном такмичењу БиХ. Сви ови успеси остварени су под вођством Митра Лукића.
Након смрти Милана Јелића, дугогодишњег председника клуба, на тој функцији је 16. септембра 2013. године именован фудбалер Петар Јелић, Миланов син.
Иако је почетком новог миленијума клуб наступао под називом ФК „Модрича Максима“, средином друге деценије 21. века променио се генерални спонзор клуба, па је и званично име клуба промењено у ФК „Модрича Алфа“.

## Стадион
Клуб своје утакмице игра на стадиону „др Милан Јелић“ који од реновирања 2007 прима 7.600 гледалаца. На западној наткривеној трибини има 1.500 седећих места. Приликом реновирања поред два помоћна терена направљена су и два мала терена са вештачком травом. У оквиру објекта постављени су и рефлектори, што омогућава одигравање утакмица у вечерњем термину.

## Навијачи
Присталице фудбалског клуба Модрича називају се „Плави ђаволи“, а 2003. године основана је подгрупа навијача под именом „Епидемија“.

## ФК Модрича Максима у европским такмичењима
| Сезона  | Такмичење     | Коло        | Држава   | Клуб                       | Резултат |
| ------- | ------------- | ----------- | -------- | -------------------------- | -------- |
| 2004/05 | УЕФА куп      | 1 коло кв.  | Андора   | Санта Колома, Санта Колома | 1-0, 3-0 |
|         |               | 2 коло кв.  | Бугарска | Левски Софија              | 0-5, 0-3 |
| 2008/09 | Лига шампиона | 1 коло кв.  | Албанија | Динамо, Тирана             | 2-0, 2-1 |
|         |               | 2. коло кв. | Данска   | Алборг                     | 1-2, 0-5 |

## Успеси клуба
- Победник Премијер лиге БиХ: 1

2007/08.
- Победник Прве лиге Републике Српске: 1

2002/03.
- Финалиста Купа СФРЈ у БиХ: 1

1965/66.
- Освајач Купа БиХ: 1

2003/04.
- Освајач Купа РС: 1

2006/07.

## Састав тима у сезони 2017/18
Од 1. септембра 2017.
| Бр. |                     | Позиција | Играч               |
| --- | ------------------- | -------- | ------------------- |
| 1   | Босна и Херцеговина | Г        | Бојан Трипић        |
| 4   | Босна и Херцеговина | О        | Данијел Карамановић |
| 5   | Босна и Херцеговина | О        | Јован Вујанић       |
| 6   | Босна и Херцеговина | О        | Драган Ристић       |
| 7   | Босна и Херцеговина | С        | Ратко Дудић         |
| 8   | Босна и Херцеговина | С        | Дарио Пурић         |
| 10  | Босна и Херцеговина | С        | Небојша Прљета      |
| 11  | Србија              | С        | Данијел Златковић   |
| 12  | Босна и Херцеговина | Г        | Маријан Маслић      |
| 13  | Босна и Херцеговина | Н        | Неђо Шука           |
| 16  | Босна и Херцеговина | О        | Момко Којић         |

| Бр. |                     | Позиција | Играч            |
| --- | ------------------- | -------- | ---------------- |
| 17  | Босна и Херцеговина | С        | Милош Пејић      |
| 20  | Босна и Херцеговина | С        | Митар Трифковић  |
| 22  | Босна и Херцеговина | О        | Горан Лукић      |
| 24  | Босна и Херцеговина | С        | Немања Илић      |
| 28  | Босна и Херцеговина | Г        | Марко Ђурић      |
| 33  | Босна и Херцеговина | О        | Радослав Прљета  |
| 44  | Северна Македонија  | О        | Ненад Лазарески  |
| 45  | Босна и Херцеговина | С        | Дарио Дамјановић |
| 77  | Србија              | С        | Марко Тадић      |
| 89  | Босна и Херцеговина | С        | Милош Илић       |